# Робърт Шох
Д-р Робърт Шох (на английски: Robert M. Schoch) е американски геолог и геофизик, асоцииран професор (доцент) по естествознание в Колежа за общи изследвания на Бостънския университет.
Той е автор на теорията за ранната възраст на Големия сфинкс в Гиза, който според научни доказателства, приведени от него, е създаден хилядолетия преди епохата на Древен Египет на фараоните.

## Биография
Проф. д-р Шох е преподавател в Колежа за общи изследвания към Бостънския университет от 1984 г. насам. Защитил е докторска дисертация през 1983 г. по геология и геофизика в университета в Йейл. Носител е на научни степени по геология и геофизика от Йейлския университет, както и на степени по антропология и геология на Университет „Джордж Вашингтон“.
В началото на 1990 г. д-р Шох изненадва научните среди с революционните си изследвания, според които датата на Големия сфинкс в Гиза се измества значително по-рано от стандартно изчислената според египтологията. Доказвайки, че тялото на древния монумент е силно изменено от процеси на водна ерозия, независимо от факта, че местоположението му е на границата на пустинята Сахара, където климатичните условия през последните 5000 години са изключително сухи.
Проф. Шох успява да докаже, че историята на човечеството е значително по-стара, отколкото е възприето. В своето най-ново научно изследване „Забравена цивилизация. Ролята на слънчеви избухвания в нашето минало и бъдеще“ посочва астрономическата причина за смъртта на по-ранните и примитивни човешки цивилизации, като също привежда научни и археологически доказателства, които подкрепят неговите заключения.
Други теории на проф. Шох изразяват убеждението, че е много вероятно всички пирамиди – в Египет, Централна Америка и на други места по света, да представляват, заедно с други културни прилики, много по-стара глобална култура, която свидетелства за общо наследство или древни културни контакти по целия свят. Известен е също с изследванията му на подводните монументи до остров Йонагуни (Япония), където се гмурка няколко пъти, започвайки през 1997 г. своя анализ на мегалитните структури, за да докаже, че това е естествен обект със следи от човешки действия, които са изменили формата им така, че да отговаря на техните нужди.
През 1993 г. на проф. Шох е наименуван род изчезнали бозайници – Schochia, към които принадлежи Schochia sullivani.
През 2006 г. Шох изследва т.нар. Босненски пирамиди и разкопките по тях, по покана на местните жители. Той стигна до заключението, че на място няма „абсолютно никакви доказателства за наличие на пирамиди или за монументи изградени от голяма древна цивилизация в района на град Високо (Босна и Херцеговина)“.
В края на юли месец 2014 г. проф. Робърт Шох посещава България като член на международна изследователска експедиция, за която е обявено, че ще изследва знаци, оставени от древна цивилизация по праисторическите светилища Белинташ, Татул и Харман Кая. В експедицията взимат участие и учените проф. Ана Радунчева от Археологическия институт към БАН, археоастрономът Робърт Бовал, и астрофизикът Томас Брофи.
Учените са придружени от екип на БНТ, който заснема работата им и ще продуцира документален филм с работно заглавие „По следите на древните“, като се очаква да предизвика и международен медиен интерес към древното наследство на България, което е слабо познато в международен план и не добре изследвано.
Отзвукът от тази новина се приема доста резервирано от някои от българските археолози, които с години проучват обектите, които експедицията ще обходи. Проф. Николай Овчаров все пак признава в свое изказване по въпроса, че процедурите за международни експедиции са много тежки, но имат своето важно за България значение.
В интервю за в-к „Стандарт“ Робърт Шох споделя, че Белинташ е събудил интереса му поради наличието на много древни обработени скали. Той заявява, че има намерение да се върне отново, за да осъществи по-сериозно проучване и съответно вече обмисля план как да организира това.

## Научни степени
- бакалавър по антропология, Университет „Джордж Вашингтон“ (BA Anthropology, The George Washington University)
- бакалавър по геология, Университет „Джордж Вашингтон“ (BS Geology, The George Washington University)
- магистър по геология и геофизика, Йейлски университет (MS Geology and Geophysics, Yale University)
- доктор по геология и геофизика, Йейлски университет (PhD Geology and Geophysics, Yale University)[10]

## Публикации
- Phylogeny Reconstruction in Paleontology, 1986. ISBN 0-442-27967-1
- Stratigraphy: Principles and Methods, 1989. ISBN 0-442-28021-1
- Case Studies in Environmental Science, 1996. ISBN 0-314-20397-4
- Voices of the Rocks: A Scientist Looks at Catastrophes and Ancient Civilizations, 1999. ISBN 0-609-60369-8, с Робърт Макнали
Гласът на скалите: Един научен възглед за катастрофите и древните цивилизации, изд. НСМ „Медиа“, София, 2007, прев. Антоанета Дончева-Стаматова
- Horns, Tusks, and Flippers: The Evolution of Hoofed Mammals, with Donald R. Prothero, 2003. ISBN 0-8018-7135-2.
- Voyages of the Pyramid Builders: The True Origins of the Pyramids from Lost Egypt to Ancient America, 2003. ISBN 1-58542-320-3
Цивилизации и пирамиди, изд. ИК Бард, София, 2003, прев. Мариана Димитрова
- Environmental Science: Systems and Solutions, with Michael McKinney, 2003. ISBN 0-7637-0918-2
- Pyramid Quest: Secrets of the Great Pyramid and the Dawn of Civilization, 2005. ISBN 1-58542-405-6
- Development of Evolutionary Thought, with Peter Busher, Sally Sommers Smith, 2005. ISBN 0-618-65882-3
- Environmental Science: Systems and Solutions, with Michael L. McKinney, Logan Yonavjak, 2007. ISBN 0-7637-4262-7
- Environmental Science, with Andrew H. Lapinski, Anne Tweed, 2007. ISBN 0-13-069900-4
- Environmental Ethics: A Case Studies Approach, 2007. ISBN 0-7637-2687-7
- The Parapsychology Revolution: A Concise Anthology of Paranormal and Psychical Research, 2008. ISBN 1-58542-616-4
- Forgotten Civilization, The Role of Solar Outbursts in our Past and Future, 2012. ISBN 978-1-59477-497-3

## Филмография
- Mystery of the Sphinx (1993)
- History's Mysteries (1998)
- Horizon (1999)
- Naked Science (2001)
- Decoding the Past: The Other Nostradamus (2004)
- The Pyramid Code (2009)
- The Mysterious Stone Monuments of Markawasi Peru (2009)
- Startling New Secrets (2012)
- Ancient Aliens (2010 – 2012)